# Megastigmus pictus
Megastigmus pictus är en stekelart som först beskrevs av Förster 1841.  Megastigmus pictus ingår i släktet Megastigmus, och familjen gallglanssteklar. Arten är reproducerande i Sverige.